# شاطر (ألبوم)
شاطر هو ألبوم غنائي من إنتاج شركة الخيول، للمطربة اللبنانية ديانا حداد، تم إنتاج وتوزيع الألبوم عام 1999.

## الأغاني
- شـاطـر
- قـبـل الغـرام
- الفـصـول الأربـعـة
- شـاطـر (موسيقى)
- بـاقـيـة
- سـألـتـك
- إنـت الجـمـيـل
- ويـنـهـم